# Rete tranviaria di Botoșani
La rete tranviaria di Botoșani è stata la rete tranviaria che serviva la città rumena di Botoșani.

## Storia
La prima linea entrata in servizio il 6 settembre 1991 con vetture V3A è stata la 101, con il percorso Fabrica de mobilă - Calea Națională - Gara - Cinema „Luceafărul”, seguita poi dalla linea 102 entrata in servizio 10 novembre 1993 con il percorso Fabrica de mobilă - Calea Națională - Gara - Cartier Primăverii.
Nel settembre 2019 è emersa la volontà del rinnovo del parco rotabile e la complessiva modernizzazione dell'intera rete grazie a dei finanziamenti europei e nell'attesa dell'arrivo di nuove vetture, dal 1 agosto 2020 i tram sono stati temporaneamente sostituiti dagli autobus Isuzu Citibus.
Nel marzo 2022 è stata invece annunciata l'abolizione dell'intero sistema tramviario di Botoșani e la sua sostituzione permanente con gli autobus Isuzu fino all'acquisto in futuro di nuovi mezzi di trasporto elettrici. A settembre sono iniziati gli interventi di rimozione di parte dell'infrastruttura in via Primaverii e del risanamento delle strade.

## Materiale rotabile
- Tatra T4D
- Tatra T4D-MT